# N35 (Luxemburg)
De N35 (Luxemburgs: Nationalstrooss 35) is een nationale weg in het land Luxemburgse bij de plaats Bertrange. De route met een lengte van ongeveer 2 kilometer verbindt de N5 met de N34 in Bertrange.
N1 ·
N2 ·
N3 ·
N4 ·
N5 ·
N6 ·
N7 ·
N8 ·
N10 ·
N11 ·
N12 ·
N13 ·
N14 ·
N15 ·
N16 ·
N17 ·
N18 ·
N19 ·
N20 ·
N21 ·
N22 ·
N23 ·
N24 ·
N25 ·
N26 ·
N27 ·
N28 ·
N31 ·
N32 ·
N33 ·
N34 ·
N35 ·
N37 ·
N38
N50 ·
N51 ·
N52 ·
N53 ·
N55 ·
N56 ·
N57